# Dunaliellaceae
Dunaliellaceae, porodica zelenih algi u redu Chlamydomonadales. Sastoji se od 65 priznatih vrsta unutar 13 rodova.

## Rodovi
1. Chloronephris Pascher & Jahoda  1
2. Dunaliella Teodoresco   27
3. Hafniomonas Ettl & Moestrup    10
4. Hyaliella Pascher     1
5. Medusochloris Pascher   1
6. Papenfussiomonas T.V.Desikachary    1
7. Phyllocardium Korshikov     1
8. Platella Proshkina-Lavrenko   1
9. Polytomella Aragão    9
10. Quadrichloris Fott    8
11. Silvamonas Skvortzov     1
12. Spermatozopsis Korshikov   3
13. Ulochloris Pascher  1

## Vanjske poveznice
|  | Zajednički poslužitelj ima još gradiva o temi Dunaliellaceae |
|  | Wikivrste imaju podatke o taksonu Dunaliellaceae             |